# 盖贝斯特罗夫
盖贝斯特罗夫（法語：Guébestroff，法語發音：[ɡebɛstʁɔf]）是法国摩泽尔省的一个市镇，属于萨尔堡-萨兰堡区。

## 地理
盖贝斯特罗夫（48°49'51"N, 6°43'8"E）面积3.81 平方千米，位于法国大東部大區摩泽尔省，该省份为法国东北部内陆省份，是洛林的一部分，西南接默尔特-摩泽尔省，东临下莱茵省，北与卢森堡和德国接壤。
与盖贝斯特罗夫接壤的市镇（或旧市镇、城区）包括：迪约兹、瓦勒德布里德、利德勒赞、韦加维尔、维斯。

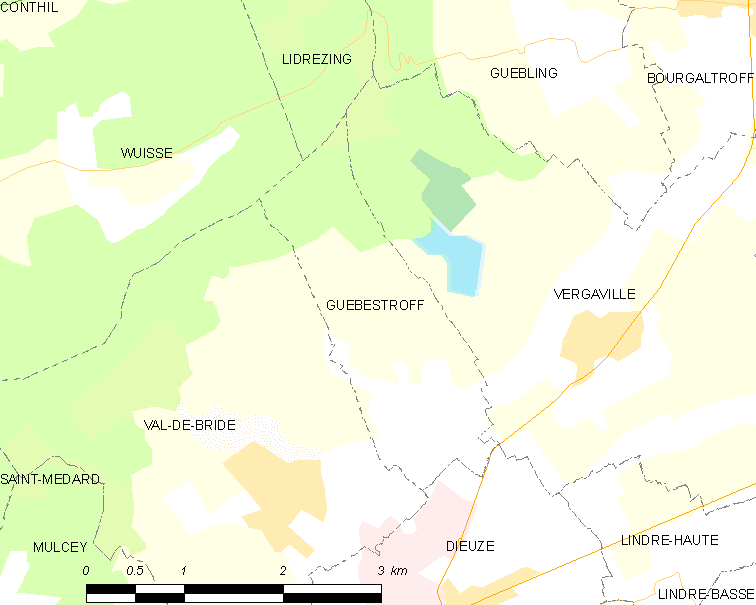
盖贝斯特罗夫的OSM定位图

盖贝斯特罗夫的时区为UTC+01:00、UTC+02:00（夏令时）。

## 行政
盖贝斯特罗夫的邮政编码为57260，INSEE市镇编码为57265。

## 政治
盖贝斯特罗夫所属的省级选区为索努瓦县。

## 人口

1962-2008年间盖贝斯特罗夫人口变化图示

盖贝斯特罗夫于2022年1月1日时的人口数量为60人。